# Variômetro

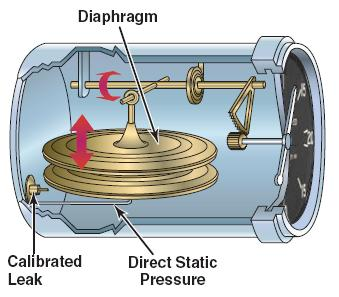
Esquema de um variómetro clássico.

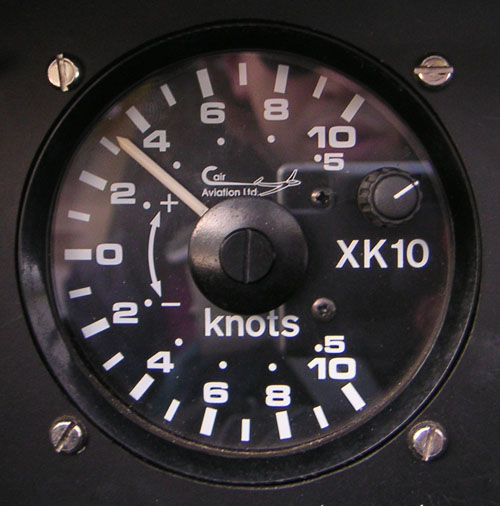
Variómetro utilizado em aeronaves.

Variômetro ou variómetro é um instrumento aeronáutico que serve para indicar a razão de subida ou descida de uma aeronave. É também chamado de climb ou VSI (Vertical Speed Indicator). Na maioria das aeronaves a unidade usada é em pés por minuto (fpm, feets per minute), podendo também ser encontrado com a unidade em metros por segundo.
O variômetro é um sensor habitualmente utilizado em planadores que se utiliza da pressão estática para informar mudanças na altitude, tendo em vista que, quando se sobe a pressão atmosférica cai, sendo que o contrário ocorre quando se desce.
Este instrumento também é utilizado na prática de voo livre como um instrumento necessário ao piloto, onde pode-se observar a taxa de subida ou descida. Um instrumento completo fornece outras informações para o piloto tanto de parapente quanto ao piloto de asa delta como a taxa de subida ou descida de metros por segundo, temperatura ambiente, pressão atmosférica, etc... Além de gravar os voos para futura análise ou impressão.